# 外來物種

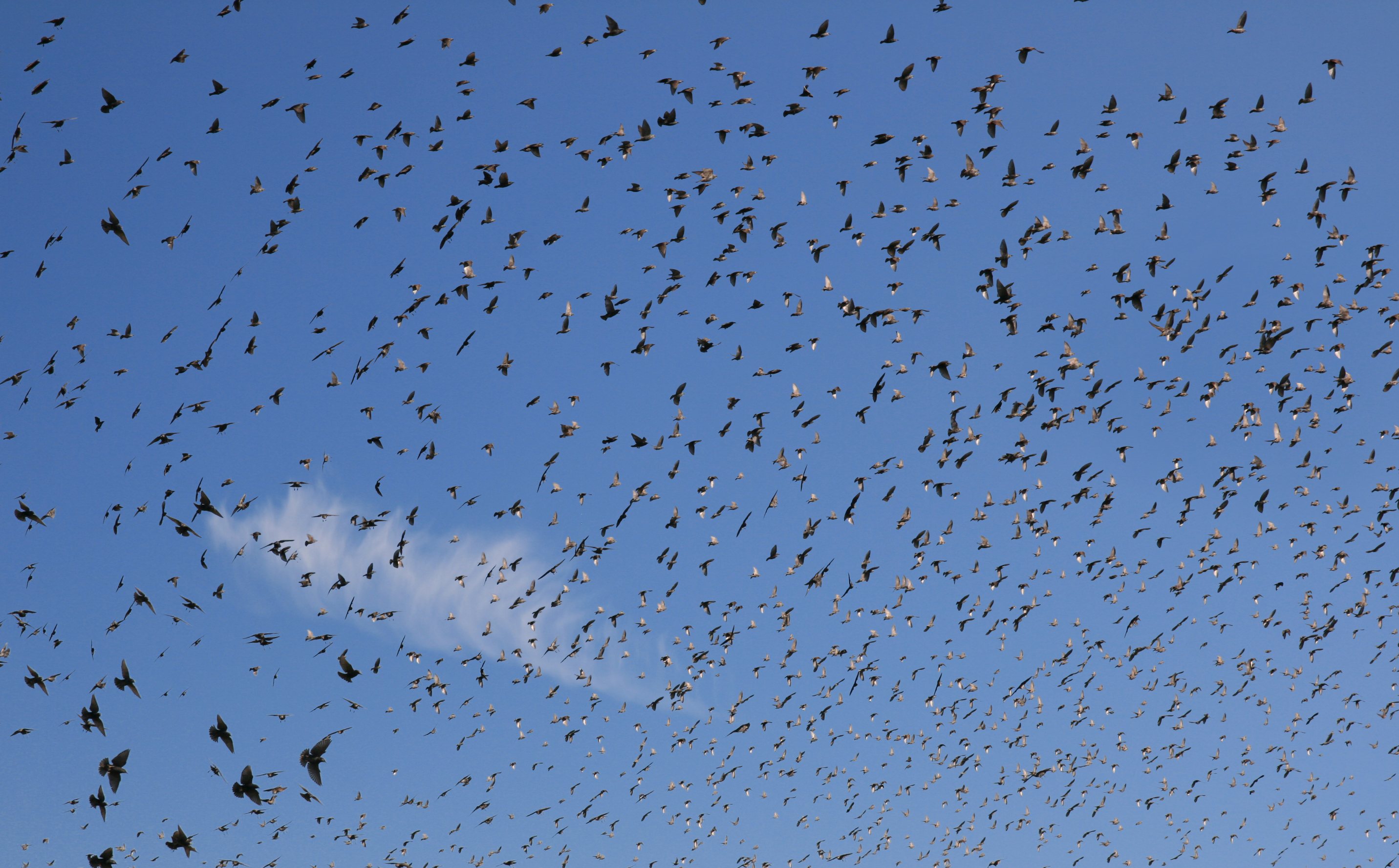
加州納帕谷地的歐洲椋鳥（Sturnus vulgaris）。歐洲椋鳥原產於歐洲，1890年代由於人為引入而出現在北美。

外來物種，有時也稱為引入種，是指原來在當地沒有自然分布，經由人為無意或有意引進的物種。由於人類在世界各地交流頻繁，使得許多生物得以突破地理隔絕，拓展至他處。
外來種移入後，可能無法適應新的棲息地而很快絕跡，也有可能適應新環境，已在自然環境建立穩定族群者，稱為「歸化種」。外來種的好壞由於人類社會的定義而有所不同：並非所有的外來種都有害，其實大部份都對人類有益，才會被人為引進，如加州蜜李、美國櫻桃等。若新環境沒有天敵的控制，加上繁殖力旺盛，那麼外來種就會變為「入侵種」，會與原生物種發生競爭，破壞當地生態平衡，甚至造成對人類經濟的危害。常見的入侵種有：紅火蟻、福壽螺、布袋蓮、非洲大蝸牛、巴西龜、松材線蟲等，狗與貓也屬於入侵種（例如：澳洲流浪貓已對當地原生物種帶來威脅），被列入世界百大外來入侵種。
| 原生種        | 非原生種、引入種  | 非原生種、引入種 | 非原生種、引入種 | 非原生種、引入種 |
| ------------- | ----------------- | ---------------- | ---------------- | ---------------- |
| 土著種 固有種 | 栽培植物 家养动物 | 在野外建立族群者 | 在野外建立族群者 | 在野外建立族群者 |
| 土著種 固有種 | 栽培植物 家养动物 | 偶發性外來種     | 歸化種           | 歸化種           |
| 土著種 固有種 | 栽培植物 家养动物 | 偶發性外來種     | 入侵種           | 其他             |

## 外來種的來源
- 引入養殖、畜牧或栽培
- 觀賞或寵物飼養外逸、棄養
- 由人類交通工具偷渡
- 生物防治引種
- 宗教放生
- 棲地改變導致原來的地理屏障消失
- 由學術研究機構逃逸（較少）放生

## 外來種對原生種的影響
- 掠食：掠食當地物種，導致族群下降甚至滅絕。
- 競爭：驅逐、取代當地原生物種的生態地位。
- 疾病：感染沒有抵抗力的原生物種，使得原生種大規模染病，甚至死亡。
- 雜交：基因庫的汙染，改變原生種的基因組成。

## 外來種對人類的影響
- 經濟損失：新病蟲害造成農業損失。
- 健康威脅：引發人類新疾病，接觸時致傷。

## 各地外來種
- 世界百大外來入侵種
- 台湾常见外来物种

## 另見
- 原生物種
- 生物多樣性
- 寵物
- 放生
- 入侵種

## 外部連結
- 外來種防治教育專刊-植物篇(PDF檔)(台灣)（页面存档备份，存于）
- 外來種防治教育專刊-動物篇(PDF檔)(台灣)（页面存档备份，存于）